# Pandemia de COVID-19 en Querétaro
La pandemia de enfermedad por coronavirus en Querétaro es parte de la pandemia de enfermedad por coronavirus causada por el COVID-19. El primer caso registrado fue el 11 de marzo de 2020, se trató de un hombre de 43 años residente España que iba de visita a ver a sus familiares.
Algunos efectos que ha tenido la pandemia en el estado incluyen la generación de compras de pánico y saqueos de establecimientos, que a su vez ha conducido al eventual desabasto de productos de limpieza e higiene personal; la suspensión de eventos socioculturales; el cierre temporal o definitivo de empresas, y la caída del precio del combustible así como del peso mexicano en los mercados de divisas internacionales.

## Antecedentes
En diciembre de 2019, la Organización Mundial de la Salud dio a conocer la existencia de la enfermedad infecciosa COVID-19, ocasionada por el virus SARS-CoV-2, tras suscitarse un brote en la ciudad de Wuhan, China. El 28 de febrero de 2020, se confirmaron los primeros casos en México: un italiano de 35 años de edad, residente de la Ciudad de México, y un ciudadano del estado de Hidalgo que se encontraba en el estado de Sinaloa. El ciudadano hidalguense originario de Tizayuca, permaneció cerca de 12 días aislado en un hotel en Culiacán, Sinaloa. Contagiándose después de un viaje a Italia del 16 al 21 de febrero. El 11 de marzo esta persona regreso a Hidalgo, fue sometido a las pruebas de control, por lo que se le declaró libre de la enfermedad.